# 宽穗薹
宽穗薹（学名：Carex metallica），又名锈果薹草，为莎草科薹草属的植物。分布在朝鲜、日本、台湾岛以及中国大陆的福建等地，见于海岸草地及山坡草甸，目前尚未由人工引种栽培。